# Силваріна (Міссісіпі)
Силваріна (англ. Sylvarena) — селище (англ. village) в США, в окрузі Сміт штату Міссісіпі. Населення — 87 осіб (2020).

## Географія
Силваріна розташована за координатами 32°0′52″ пн. ш. 89°22′54″ зх. д. / 32.01444° пн. ш. 89.38167° зх. д. (32.014377, -89.381796).  За даними Бюро перепису населення США в 2010 році селище мало площу 6,78 км², уся площа — суходіл.

## Демографія
Згідно з переписом 2010 року, у селищі мешкало 112 осіб у 45 домогосподарствах у складі 34 родин. Густота населення становила 17 осіб/км².  Було 53 помешкання (8/км²).
Расовий склад населення:
| - 92,0 % — білих - 8,0 % — чорних або афроамериканців |

До двох чи більше рас належало 0,0 %. Частка іспаномовних становила 0,0 % від усіх жителів.
За віковим діапазоном населення розподілялося таким чином: 22,3 % — особи молодші 18 років, 55,4 % — особи у віці 18—64 років, 22,3 % — особи у віці 65 років та старші. Медіана віку мешканця становила 43,5 року. На 100 осіб жіночої статі у селищі припадало 64,7 чоловіків;  на 100 жінок у віці від 18 років та старших — 74,0 чоловіків також старших 18 років.
Медіана доходів становила 27 188 доларів для чоловіків та 30 313 долари для жінок. За межею бідності перебувало 1,0 % осіб, у тому числі 0,0 % дітей у віці до 18 років та 0,0 % осіб у віці 65 років та старших.
Цивільне працевлаштоване населення становило 51 осіб. Основні галузі зайнятості: мистецтво, розваги та відпочинок — 25,5 %, освіта, охорона здоров'я та соціальна допомога — 13,7 %, роздрібна торгівля — 11,8 %, публічна адміністрація — 11,8 %.